# Station Berlin-Hohenschönhausen
Berlin-Hohenschönhausen is een spoorweg- en S-Bahnstation in het noordoostelijke Berlijnse stadsdeel Neu-Hohenschönhausen. Het station werd geopend in 1984 en ligt aan de zogenaamde Außenring, een ringspoorweg die met een wijde boog om en deels door de Duitse hoofdstad loopt. Station Hohenschönhausen telt drie perrons, twee zijperrons voor de spoorwegen en een eilandperron voor de S-Bahn, en ligt onder de Falkenberger Chaussee, die de sporen op een viaduct kruist. Het station wordt iedere tien minuten bediend door S-Bahnlijn S75 (Warschauer Straße - Wartenberg); daarnaast stoppen er regionale treinen van de Prignitzer Eisenbahn en de ODEG, die station Berlin-Lichtenberg verbinden met Templin respectievelijk Eberswalde - Frankfurt (Oder). Er kan bovendien worden overgestapt op twee tramlijnen en een aantal stads- en streekbuslijnen.
Station Berlin-Hohenschönhausen opende op 20 december 1984 ter ontsluiting van het gloednieuwe woongebied Hohenschönhausen, een typische Oost-Duitse Plattenbauwijk. De op dezelfde dag in gebruik genomen S-Bahnlijn naar Hohenschönhausen werd parallel aan de bestaande spoorlijn aangelegd en takt nabij station Springpfuhl af van de acht jaar eerder geopende lijn naar Marzahn. Het regionale spoorwegstation in Hohenschönhausen was aanvankelijk bedoeld als tijdelijke oplossing, daar men later een groter station wilde bouwen in Malchow, waar ook grootschalige woningbouw gepland was. Station Hohenschönhausen zou dan alleen een halte van de S-Bahn blijven. In december 1985 verlengde men de S-Bahnlijn met één station van Hohenschönhausen naar Wartenberg, maar daar bleef het bij. Station Hohenschönhausen behield zijn functie als spoorwegstation en onderging in 1998 een modernisering, waarbij onder meer twee liften werden ingebouwd. De plannen voor verlenging van de S-Bahn naar een station in Malchow, of zelfs nog verder naar de Sellheimbrücke in Karow, zijn inmiddels definitief van de baan.